# Frea albolineata
Frea albolineata là một loài bọ cánh cứng trong họ Cerambycidae.